# Воля-Наконовська
Воля-Наконовська (пол. Wola Nakonowska, нім. Kleinnakel) — село в Польщі, у гміні Хоцень Влоцлавського повіту Куявсько-Поморського воєводства.
Населення — 273 особи (2011).
У 1975-1998 роках село належало до Влоцлавського воєводства.

## Демографія
Демографічна структура станом на 31 березня 2011 року:
|          | Загалом | Допрацездатний вік | Працездатний вік | Постпрацездатний вік |
| -------- | ------- | ------------------ | ---------------- | -------------------- |
| Чоловіки | 147     | 31                 | 103              | 13                   |
| Жінки    | 126     | 29                 | 70               | 27                   |
| Разом    | 273     | 60                 | 173              | 40                   |